# Oplosaurus
Oplosaurus is een geslacht van plantenetende sauropode dinosauriërs, behorend tot de groep van de Neosauropoda, dat tijdens het vroege Krijt leefde in het gebied van het huidige Engeland.

## Vondst en naamgeving
In 1852 meldde Thomas Wright in een publicatie over de fossiele gewervelden van het eiland Wight dat hij aldaar in de Wealden Clay van Brixton Bay een grote tand gevonden had van een hem onbekend reptiel, die hij in het artikel liet illustreren met een houtsnede op ware grootte gesneden door de studio van W.H. Bailey. Hij gaf aan het fossiel aan allerlei experts voorgelegd te hebben, onder anderen David Forbes, Richard Owen, George Robert Waterhouse en Samuel Pickworth Woodward maar alleen Gideon Mantell deed een bruikbare suggestie door de tand te vergelijken met die van de dinosauriër Hylaeosaurus. Toch waren de verschillen te groot dan dat Wright de vondst aan dat geslacht zou durven toe te wijzen.

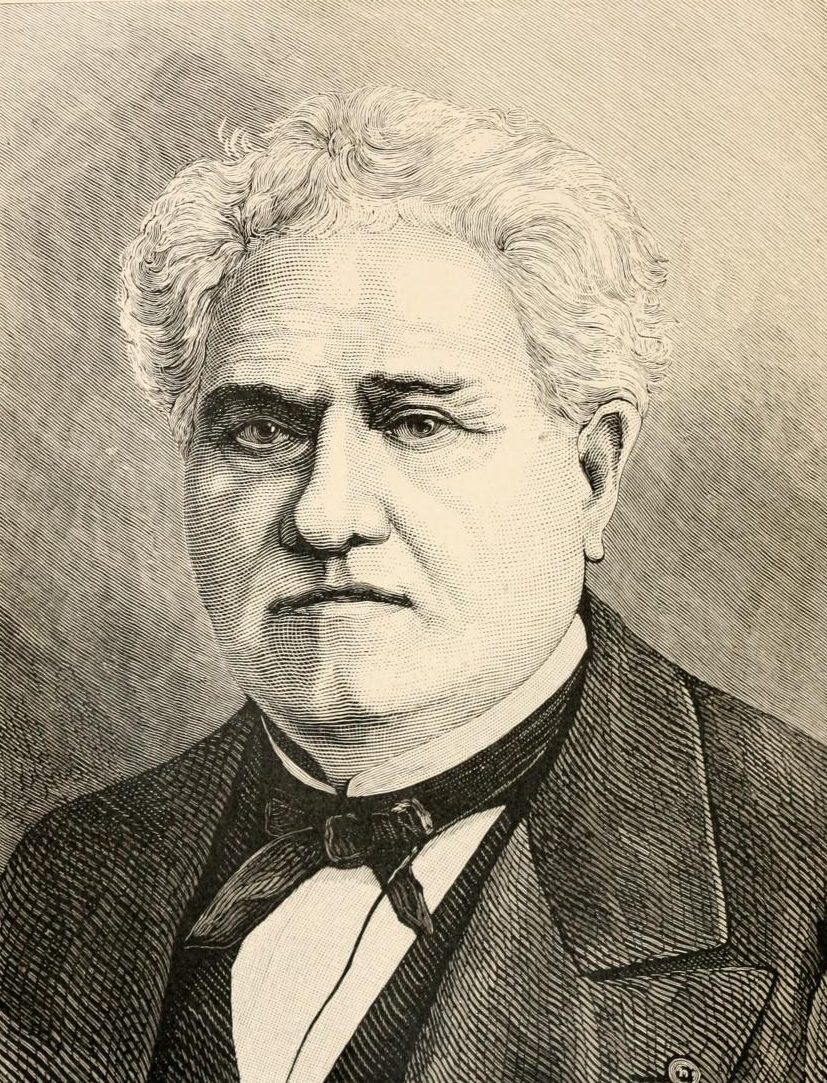
Paul Gervais

Wright had de zaak ook voorgelegd aan de Franse paleontoloog François Louis Paul Gervaise, ofwel "Paul Gervais". Die benoemde in 1852 voor het fossiel de typesoort Oplosaurus armatus. Gervais gaf geen etymologie van de geslachtsnaam, die echter duidelijk is afgeleid van het Klassiek Griekse hoplon, "pantser". Gezien de suggestie van Mantell wordt vaak gedacht dat Gervais meende dat het om net zo'n bepantserde dinosauriër ging als Hylaeosaurus. Het probleem met die interpretatie is echter dat Gervais op dat moment de Dinosauria niet als groep erkende en Oplosaurus vergeleek met zeereptielen als de Mosasauridae. In de tekst maakt hij geen enkele toespeling op een lichaamspantser maar wijst erop dat de tand van die van de Mosasauridae afwijkt doordat de tandwortel niet met het kaakbeen vergroeid is maar door dat laatste als een extra laag omhuld wordt; onmiddellijk daaropvolgend stelt hij de geslachtsnaam voor. Wellicht verwijst die naam dus naar die omhulling. De soortaanduiding, die "bewapend" betekent in het Latijn, zou daarbij kunnen aansluiten en dan verwijzen naar de wapening van been rond de tandwortel. Hoplon kan zelf echter ook "wapen" betekenen en het is als derde mogelijkheid gespeculeerd dat met dat wapen Gervais de tand zelf bedoelde, herhaald in de soortaanduiding — Wright zelf meende al dat de tand van een roofsauriër was.
Omdat de naam eigenlijk als "Hoplosaurus" gevormd had moeten zijn, wordt die verbeterde spelling sinds het eind van de negentiende eeuw ook wel gebruikt maar Oplosaurus heeft prioriteit en is de geldige naam.
Het holotype, BMNH R964, voornoemde tand, is gevonden in een laag van de onderste Wessexformatie die dateert uit het Barremien, ongeveer 130 miljoen jaar oud.
In 1888 wees Richard Lydekker een bovenkaakfragment met tand, BMNH R751, aan de soort toe maar modern onderzoek heeft geen verband vastgesteld.
In 1909 meende Friedrich von Huene dat Oplosaurus een jonger synoniem was van Pelorosaurus en dat zou tot het eind van de twintigste eeuw een gangbare opvatting blijven. Meer recente schrijvers realiseerden zich echter dat het materiaal van Oplosaurus en Pelorosaurus geen enkele overlapping heeft en dat de identiteit dus onmogelijk vastgesteld kan worden. Oplosaurus werd daarmee weer een valide, zij het slecht bekende, soort.

## Beschrijving
De tand, die uitstekend geconserveerd is, heeft een bewaarde lengte van 85 millimeter. Het is onduidelijk of het een tand uit de bovenkaak of de onderkaak was. De tandkroon, 52 millimeter lang, is spatelvormig met een scherpe punt die bovenaan afgebroken is. De kroon is van binnen naar buiten licht samengedrukt met een onderste doorsnede van iets meer dan 25 millimeter. De buitenkant toont een sterkere bolling met vier hoofdrichels. De licht holle binnenkant heeft een bolling of vlak gedeelte aan de onderzijde. Het email eindigt aan beide zijden in een licht opstaande naar boven krommende ruwere rand die aan de onderkant plots afbreekt. Aan de binnenkant begrenst het email een groeve die Wright zag als het gevolg van afslijting, in welk geval de tand uit de bovenkaak zou stammen.
De wortel is lang en cilindervormig rond een duidelijke pulpa. In het fossiel wordt hij omgeven door pyrietkristallen. Wright stelde correct vast dat de vorm erop wees dat de tand in een echte tandkas stond.
Uit de grootte van de tand kan afgeleid worden dat hij toebehoorde aan een gigantisch individu waarvan de lengte op ruwweg 25 meter geschat is.

## Fylogenie
Gervais wees Oplosaurus toe aan de Mosasauridae waarbij wel bedacht moet worden dat hij die zag als een veel ruimere groep dan tegenwoordig onder dat begrip verstaan wordt. Aan het eind van de negentiende eeuw werd begrepen dat het om een sauropode ging. In 1911 concludeerde Alfred von Zittel tot een plaatsing in de Morosauridae. Doordat von Huene de soort gelijkgesteld had aan Pelorosaurus bleven verbeteringen van die hypothese voorlopig uit. Toen de soort weer als valide werd beschouwd meende men vaak dat het om een lid van de Brachiosauridae ging vanwege vage overeenkomsten in tandvorm. Paul Upchurch verwierp die mogelijk echter in 2004 en stelde dat geen nadere bepaling mogelijk was dan een Sauropoda incertae sedis. In 2007 concludeerde Darren Naish daarentegen dat Oplosaurus tot de Camarasauridae zou behoren, na eerst een plaatsing in de Turiasauria overwogen te hebben.